# Carpostalagma chalybeata
Carpostalagma chalybeata is een vlinder uit de familie spinneruilen (Erebidae). De wetenschappelijke naam is voor het eerst geldig gepubliceerd in 1929 door Talbot.
De soort komt voor in tropisch Afrika.